# Västmanlands regemente (nya)
Västmanlands regemente (Fo 48) var ett infanteriförband inom svenska armén som verkade åren 1994–1997. Förbandsledningen var förlagd i Västerås garnison i Västerås.

## Historia
Genom försvarsbeslutet 1925 beslutades att regementet skulle avvecklas efter repetitionsövningarna 1927. Den 31 december 1927 halades fanan på regementet för sista gången och regementet var avvecklat. Från den 1 januari 1928 övergick regementet till en avvecklingsorganisation, vilken upplöstes den 31 mars 1928.
Genom försvarsutredning 1988 beslutades att den gemensamma försvarsområdesstaben för Uppsala försvarsområde och Västmanlands försvarsområde vid Upplands regemente (S 1/Fo 47/48) skulle delas i två självständiga staber, Upplands försvarsområde (Fo 47) och Västmanlands försvarsområde (Fo 48). Den försvarsområdesstaben för Västmanlands försvarsområde började verka den 1 juli 1990 och antog namnet Västmanlands försvarsområde (Fo 48).
Genom försvarsbeslutet 1992 antog samtliga försvarsområdesregementen inom armén samma organisation som den i Västerås. Detta genom att brigaderna avskildes och bildade egna självständiga staber. Med den omorganisationen antog Västmanlands försvarsområde den 1 juli 1994 namnet Västmanlands regemente med beteckningen Fo 48. Det var dock aldrig aktuellt att det nya Västmanlands regemente skulle återfå beteckningen I 18. Det då den beteckningen getts till Gotlands infanteriregemente.
Inför försvarsbeslutet 1996 föreslogs en ny försvarsområdesindelningen, vilket innebar att tre försvarsområdesstaber inom Mellersta militärområdet (Milo M) skulle avvecklas den 31 december 1997. De tre staber som föreslogs för avveckling återfanns i Gävle, Linköping och Västerås.
Västmanlands regemente avvecklades redan den 29 augusti 1997. Dock gällde inte den nya fredsorganisationen från den 1 januari 1998, då Västmanlands försvarsområde (Fo 48) integrerades i Upplands försvarsområde (Fo 47), under namnet Uppsala och Västmanlands försvarsområde (Fo 47). Som stöd till hemvärn och frivilligverksamheten inom före detta Västmanlands försvarsområde bildades försvarsområdesgruppen Västmanlandsgruppen.

## Förläggningar och övningsplatser
Staben för Västmanlands försvarsområde kom till en början vara förlagd i Enköpings garnison. Den 2 september 1991 omlokaliserades staben till Västerås, där förbandsledningen grupperades på Regementsgatan 91. Det kasernområde som det gamla Västmanlands regemente lämnade hade sålts i juli 1961 till Västerås kommun. Åren 1962–1967 kom stora delar av området att rivas, för att ge plats åt ett nytt bostadsområde. Kvar av de ursprungliga kasernerna blev kanslihuset med två flankerande kaserner, en officersmäss samt det gamla regementssjukhuset. År 1994 revs officersmässen och regementssjukhuset. Kvar av de ursprungliga kasernerna är kanslihuset med de två flankerande kaserner, vilka är ombyggda till bostäder. Efter att Västmanlands regemente avvecklades, kom dess förläggning på Regementsgatan 91 övertas av Västmanlandsgruppen. Under 2006 lämnades området, och i januari 2007 övergick fastigheterna på Regementsgatan 91 i privat ägo. Området har sedan dess omvandlats till ett bostadsområdet. Kvar finns det gamla stabshuset som även det är ombyggt till lägenheter.

## Heraldik och traditioner
Det nya regementet som bildades den 1 juli 1994 sökte sina traditioner från det 1927 års avvecklade Västmanlands regemente. Regementet ärvde dock inte 1859 års fana, utan mottog en nya fana, 1994 års fana. Efter att regementet åter avvecklades 1997, kom Västmanlandsgruppen att föra regementets traditioner vidare. Från den 1 juli 2013 förs traditionerna vidare av Västmanlandsbataljonen inom Upplands- och Västmanlandsgruppen.
Regementets marsch var "Prinz Friedrich Carl-Marsch", efter att regementet avvecklades, övertogs även marschen av Västmanlands flygflottilj. Dock kom den att få titeln "Kungl Västmanlands regementes marsch". När det nya regementet bildades 1994, återfick marschen sin ursprungliga titel.

### Utmärkelsetecken
I samband med att Uppsala och Västmanlands försvarsområde avvecklades den 30 juni 2000, instiftades Uppland-Västmanlands försvarsområdes minnesmedalj i silver (UpplVästmlfoMSM). År 2005 instiftades Västmanlands regementes minnesmedalj i silver (VästmanlfoMSM).

## Regementschefer
Regementschefer verksamma vid regementet åren 1994–1997.
- 1994–1995: Kjell Högberg
- 1995–1997: Göran Andersson

## Namn, beteckning och förläggningsort
| Västmanlands regemente | 1994-07-01 | – | 1997-12-31 |

| Fo 48 | 1994-07-01 | – | 1997-12-31 |

| Västerås garnison (F) | 1994-07-01 | – | 1997-12-31 |

## Galleri

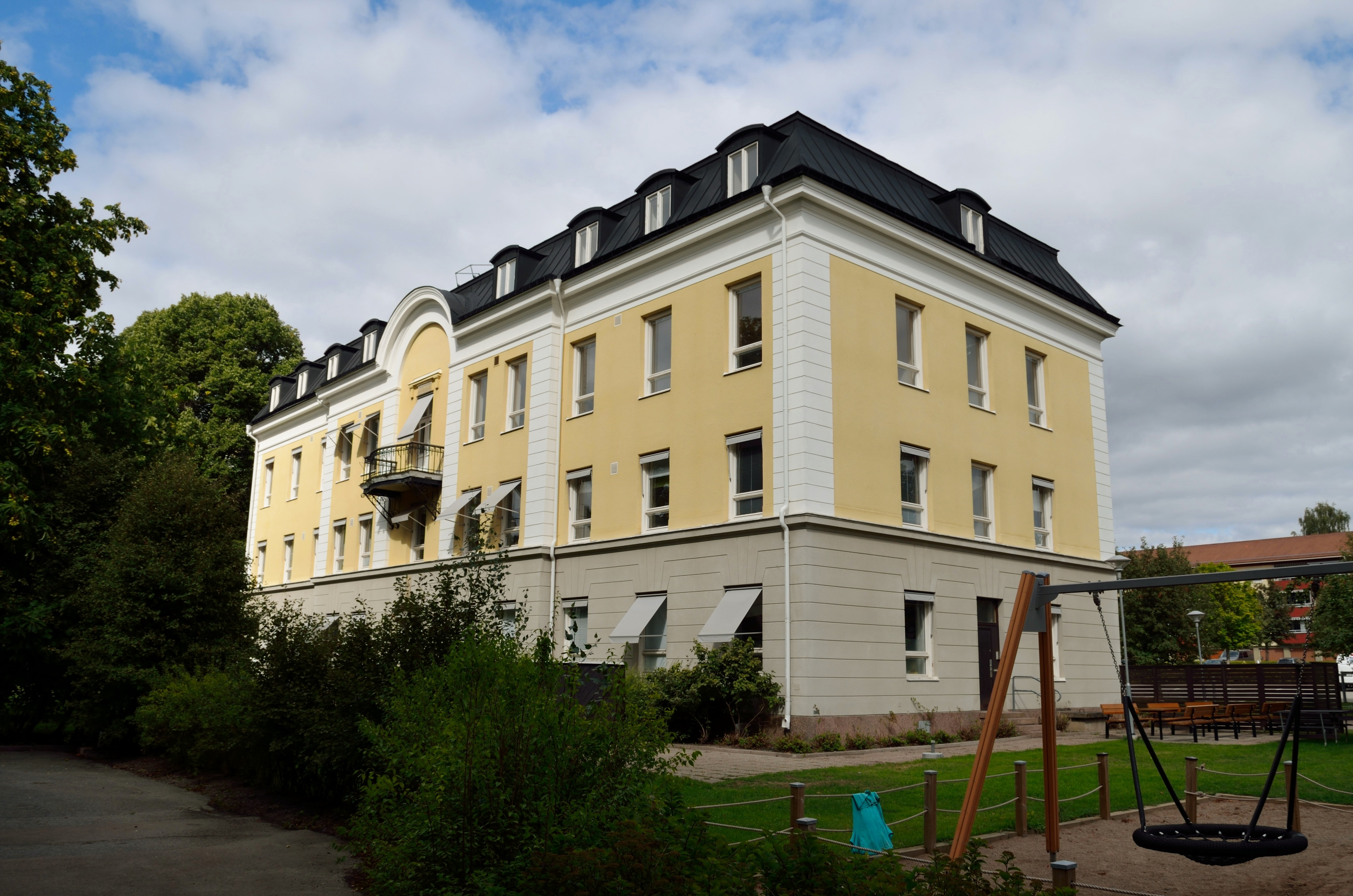
Vy över det gamla regementets kanslihuset.
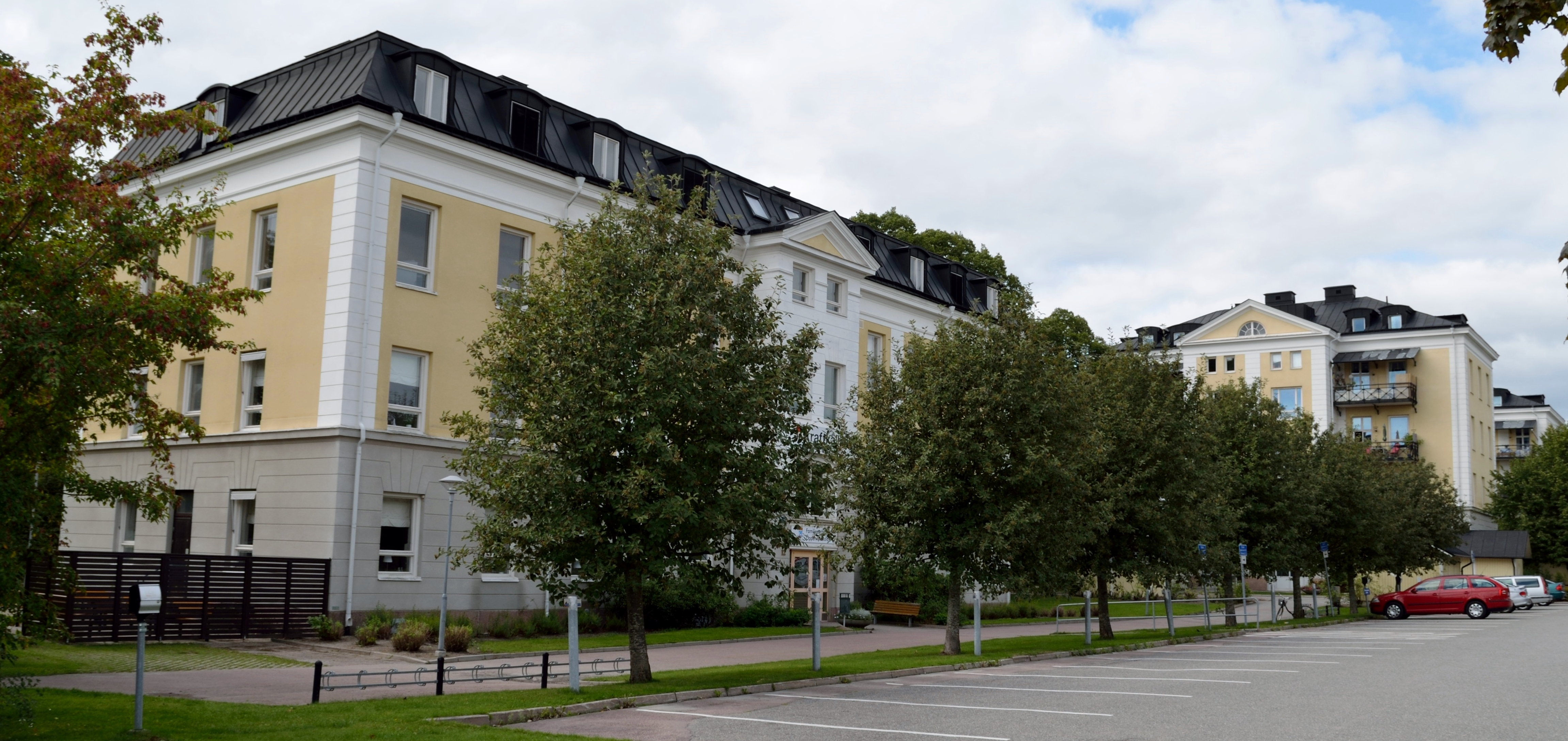
Vy över det gamla regementets kanslihus samt västra kasern.
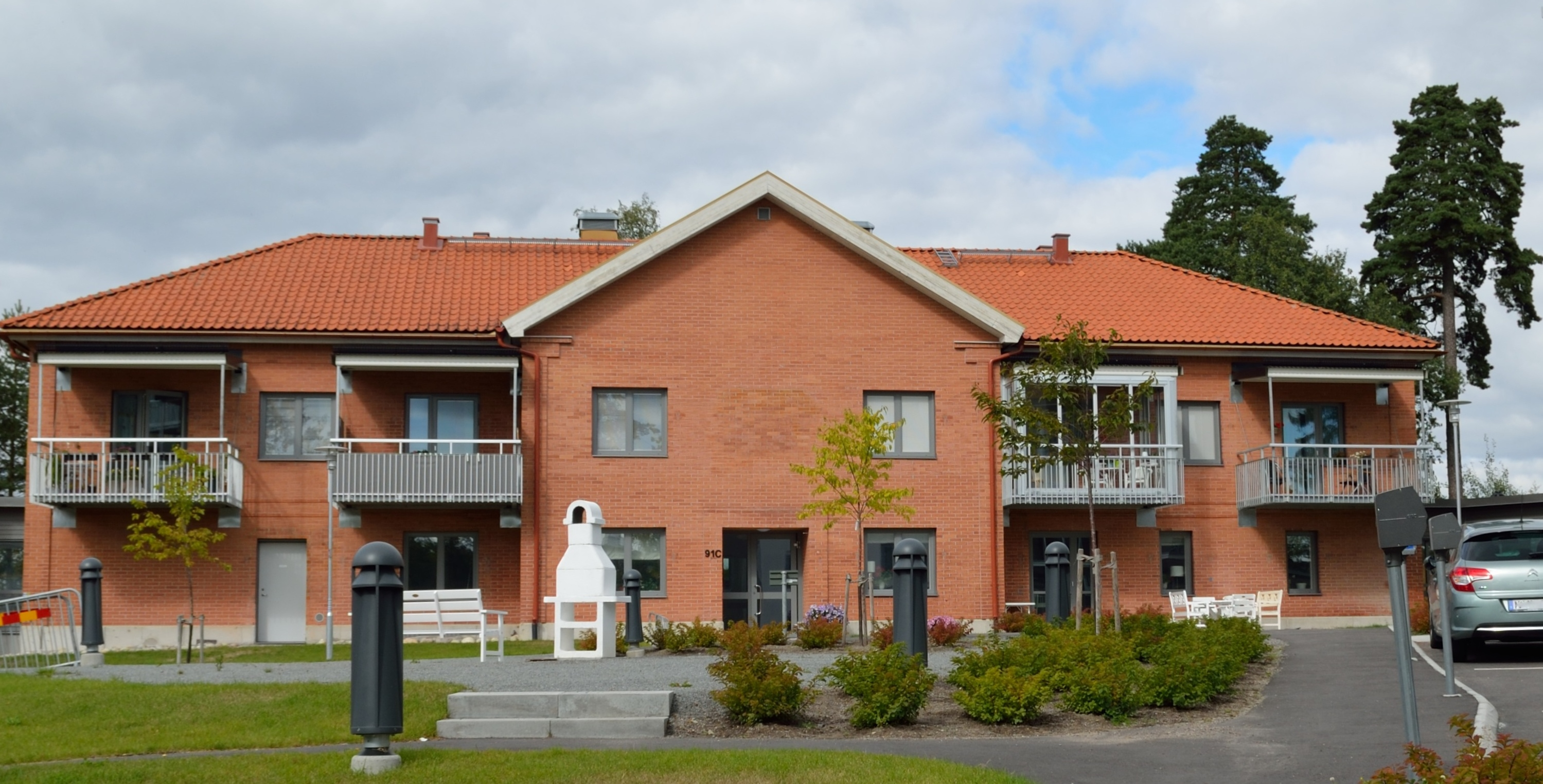
Före detta stabshus för Försvarsområdesstaben (Fo 48) på Regementsgatan 91.
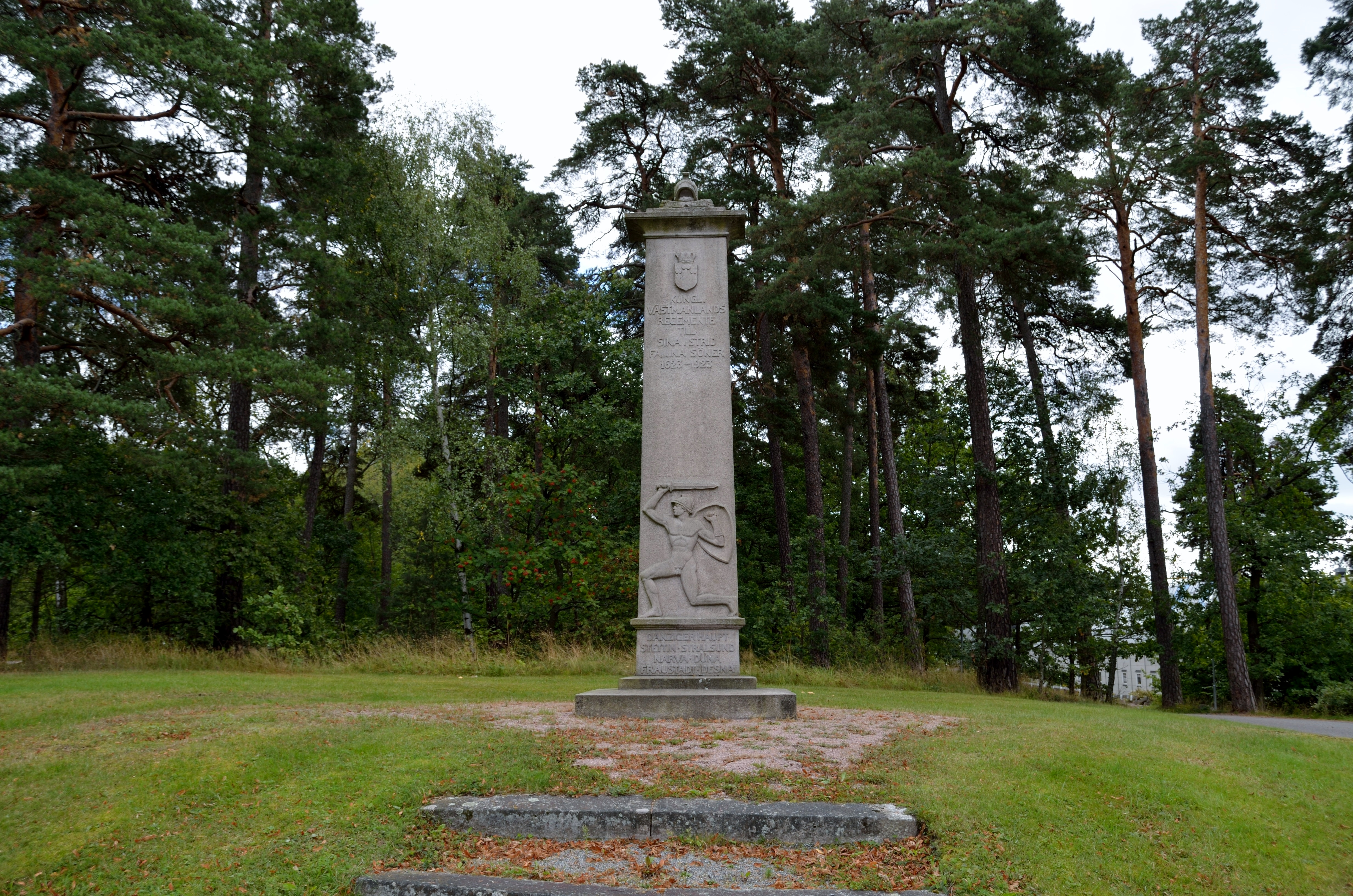
Minnesstenen i Västerås över regementet.